# Othon Leonardos
Othon Leonardos (Náuplia, Grécia, 18 de janeiro de 1834 - Niterói, 18 de fevereiro de 1915) foi um negociante natural da Grécia e morador no Brasil. Foi Cônsul Geral da Grécia no Rio de Janeiro durante 45 anos.
Othon Leonardos nasceu em  1834 em Náuplia, Grécia, oriundo de uma família originária de Ambelákia, na Tessália. Filho do grego Athanásios Leonardos e da Romena Helena Prassas. Chegou ao Rio de Janeiro em 1854, vindo de Atenas, com 20 anos de idade, na condição de representante do “English Bank”. Em 1865 casou-se no Rio com Henrietta Alice Reeves, a Baronesa de Bela Vista, com quem teve oito filhos. Foi Cônsul Geral da Grécia no Rio de Janeiro por 45 anos. A tradição da representatividade consular da Grécia foi seguida por seus filhos Othon Leonardos (nascido em 12-8-1866), Thomas Francis Leonardos (15-6-1869) e Henry Leonardos (9-4-1871), bem como seu neto, Thomas Othon Leonardos (nascido em 12-4-1906), filho de Thomas Francis Leonardos.
Conceituado negociante, foi acionista fundador e primeiro Diretor Presidente da Companhia de Navegação a Vapor, posteriormente transformada no Loyd Brasileiro, com forte relação com a Bolsa do Café.
Em 1883 por iniciativa própria e às suas custas, fez uma exposição de produtos brasileiros em Atenas. Este serviço fez com que fosse condecorado por D. Pedro II com a comenda da Imperial Ordem da Rosa e nomeado Grande Cavaleiro da Ordem Real do Salvador, pelo Rei Georges I da Grécia.
O solar que construiu para sua residência entre 1840 e 1845 no bairro de São Domingos em Niterói seria mais tarde o Ginásio Bittencourt Silva, funcionando ali atualmente o Instituto de Arte e Comunicação Social da Universidade Federal Fluminense.